# Arcidiocesi di Edmonton

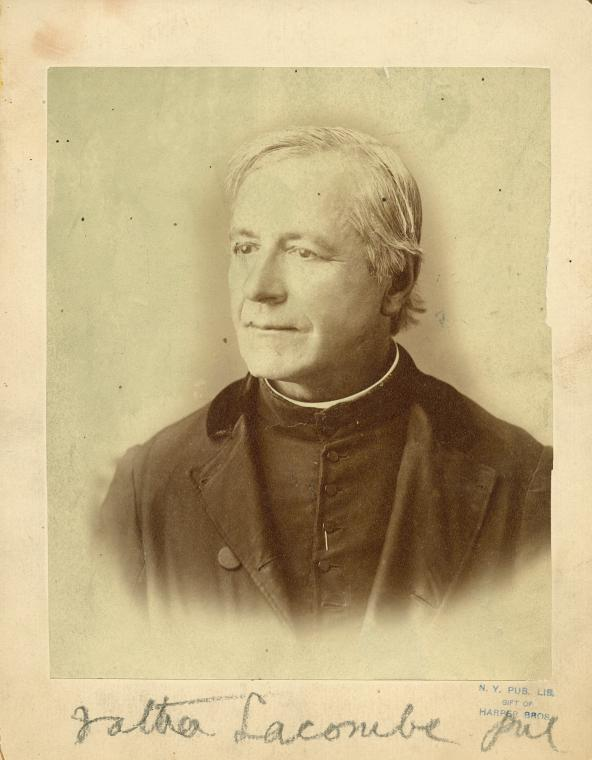
Padre Albert Lacombe, fondatore della missione dei missionari oblati di Maria Immacolata a Saint Albert nel 1861.

L'arcidiocesi di Edmonton (in latino Archidioecesis Edmontonensis) è una sede metropolitana della Chiesa cattolica in Canada. Nel 2023 contava 495.393 battezzati su 1.981.575 abitanti. La sede è vacante.

## Territorio
L'arcidiocesi comprende essenzialmente la parte centrale della provincia canadese dell'Alberta e ha 125 parrocchie. Il territorio si estende su 81.151 km² e include Lloydminster ad est, Mearns a nord, Jasper ad ovest e Didsbury a sud.
Sede arcivescovile è la città di Edmonton, dove si trova la cattedrale di San Giuseppe.
La provincia ecclesiastica di Edmonton comprende le seguenti diocesi suffraganee:
- Calgary
- Saint Paul in Alberta

## Storia
L'attuale arcidiocesi trae la sua origine agli inizi del XIX secolo, quando quello che è oggi il Canada occidentale era un vasto territorio controllato dalla Hudson's Bay Company. Molti dei dipendenti della compagnia erano franco-canadesi di fede cattolica; alcuni indiani e soprattutto i meticci si erano convertiti al cattolicesimo. Nel 1838 due sacerdoti, in viaggio verso la West Coast si fermarono a Edmonton e vi celebrarono la prima messa, cogliendo l'occasione per amministrare dei battesimi e consacrare dei matrimoni cristiani.
Agli inizi degli anni quaranta del secolo il vescovo di Saint-Boniface Joseph Norbert Provencher iniziò ad interessarsi di questa parte della sua immensa diocesi. Nel 1843 fondò la prima missione cattolica dell'Alberta a Lac Sainte Anne, dove trovarono soggiorno diversi missionari, tra cui i missionari oblati di Maria Immacolata. Uno di questi, padre Albert Lacombe, fondò nei pressi di Edmonton una missione che prese il nome di Saint Albert. Nel 1868 i Superiori maggiori dei missionari Oblati decisero la fondazione del vicariato delle missioni del Canada occidentale e Vital-Justin Grandin divenne il superiore religioso dell'immenso territorio di missione che da Saint-Boniface raggiungeva le coste del Pacifico e del mar Glaciale Artico.
Tre anni dopo, il 22 settembre 1871, papa Pio IX eresse la diocesi di Saint Albert in forza del breve Ecclesiae universae, con territorio ricavato da quello dalla diocesi di Saint-Boniface. Primo vescovo fu l'oblato Vital-Justin Grandin, alla cui congregazione religiosa fu affidata la nuova diocesi.
La costruzione della linea ferroviaria (1881-84) che collegava le regioni atlantiche con quelle occidentali contribuì all'arrivo di molti immigrati, tra i quali anche cattolici che aumentarono il numero dei fedeli della diocesi, che fino a quel momento si limitava per lo più all'elemento indigeno. Alla morte di Vital-Justin Grandin nel 1902 la diocesi di Saint Albert contava circa 18.000 fedeli, 30 parrocchie, con una quarantina di preti religiosi degli Oblati di Maria Immacolata e una decina di preti secolari.
Nel 1889 fu ceduta l'amministrazione sui territori del Saskatchewan ai vescovi di Saint-Boniface, pur rimanendo il territorio parte della diocesi di Saint Albert. Su questi territori fu eretto, il 20 gennaio 1891, il vicariato apostolico del Saskatchewan (oggi diocesi di Prince Albert).
Il 30 novembre 1912 cedette ancora una parte del suo territorio a vantaggio dell'erezione della diocesi di Calgary; contestualmente la sede episcopale fu trasferita da Saint Albert a Edmonton ed elevata al rango di arcidiocesi metropolitana con il nome attuale.
Durante l'episcopato di Henry Joseph O'Leary fu fondato il giornale della diocesi nel 1921 e venne istituito il seminario nel 1927, nei locali che un tempo erano serviti come istituto teologico degli Oblati di Maria Immacolata. Nel 1957 l'arcivescovo John Hugh MacDonald inaugurò i locali del nuovo seminario. Infine il terzo seminario è stato aperto nel 1997.
Il 17 luglio 1948 l'arcidiocesi ha ceduto la parte settentrionale del proprio territorio a vantaggio dell'erezione della diocesi di Saint Paul in Alberta.
Calgary e Saint Paul in Alberta costituiscono oggi le diocesi della provincia ecclesiastica di Edmonton.

## Cronotassi dei vescovi
Si omettono i periodi di sede vacante non superiori ai 2 anni o non storicamente accertati.
- Vital-Justin Grandin, O.M.I. † (22 settembre 1871 - 3 giugno 1902 deceduto)
- Emile Joseph Legal, O.M.I. † (3 giugno 1902 succeduto - 10 marzo 1920 deceduto)
- Henry Joseph O'Leary † (7 settembre 1920 - 5 marzo 1938 deceduto)
- John Hugh MacDonald † (5 marzo 1938 succeduto - 11 agosto 1964 dimesso[1])
- Anthony Jordan, O.M.I. † (11 agosto 1964 succeduto - 2 luglio 1973 dimesso)
- Joseph Neil MacNeil † (2 luglio 1973 - 7 giugno 1999 dimesso)
- Thomas Christopher Collins (7 giugno 1999 succeduto - 16 dicembre 2006 nominato arcivescovo di Toronto)
- Richard William Smith (22 marzo 2007 - 25 febbraio 2025 nominato arcivescovo di Vancouver)

## Statistiche
L'arcidiocesi nel 2023 su una popolazione di 1.981.575 persone contava 495.393 battezzati, corrispondenti al 25,0% del totale.
| anno | popolazione | popolazione | popolazione | presbiteri | presbiteri | presbiteri | presbiteri                | diaconi | religiosi | religiosi | parrocchie |
| anno | battezzati  | totale      | %           | numero     | secolari   | regolari   | battezzati per presbitero | diaconi | uomini    | donne     | parrocchie |
| ---- | ----------- | ----------- | ----------- | ---------- | ---------- | ---------- | ------------------------- | ------- | --------- | --------- | ---------- |
| 1950 | 62.150      | 310.000     | 20,0        | 172        | 112        | 60         | 361                       |         | 66        | 440       | 172        |
| 1966 | 132.845     | 825.291     | 16,1        | 244        | 136        | 108        | 544                       |         | 95        | 632       | 90         |
| 1970 | 136.000     | 776.045     | 17,5        | 222        | 116        | 106        | 612                       |         | 145       | 738       | 88         |
| 1976 | 152.000     | 847.000     | 17,9        | 219        | 112        | 107        | 694                       |         | 167       | 643       | 183        |
| 1980 | 161.000     | 900.000     | 17,9        | 220        | 105        | 115        | 731                       |         | 168       | 616       | 176        |
| 1990 | 255.000     | 1.053.000   | 24,2        | 211        | 93         | 118        | 1.208                     |         | 166       | 545       | 175        |
| 1999 | 294.935     | 1.204.619   | 24,5        | 199        | 84         | 115        | 1.482                     |         | 162       | 439       | 159        |
| 2000 | 294.935     | 1.204.619   | 24,5        | 201        | 82         | 119        | 1.467                     |         | 167       | 425       | 156        |
| 2001 | 294.935     | 1.204.619   | 24,5        | 194        | 78         | 116        | 1.520                     | 1       | 159       | 415       | 152        |
| 2002 | 294.935     | 1.204.619   | 24,5        | 189        | 79         | 110        | 1.560                     | 1       | 143       | 404       | 144        |
| 2003 | 294.935     | 1.204.619   | 24,5        | 185        | 84         | 101        | 1.594                     |         | 131       | 394       | 141        |
| 2004 | 341.545     | 1.365.428   | 25,0        | 169        | 79         | 90         | 2.020                     | 1       | 111       | 376       | 140        |
| 2006 | 353.545     | 1.439.572   | 24,6        | 175        | 91         | 84         | 2.020                     | 1       | 105       | 344       | 135        |
| 2013 | 388.545     | 1.653.279   | 23,5        | 174        | 82         | 92         | 2.233                     | 24      | 114       | 222       | 125        |
| 2016 | 660.170     | 1.754.473   | 37,6        | 156        | 76         | 80         | 4.231                     | 28      | 94        | 192       | 124        |
| 2019 | 428.228     | 1.861.860   | 23,0        | 141        | 70         | 71         | 3.037                     | 36      | 80        | 176       | 123        |
| 2021 | 477.148     | 1.908.592   | 25,0        | 144        | 77         | 67         | 3.313                     | 40      | 74        | 147       | 125        |
| 2023 | 495.393     | 1.981.575   | 25,0        | 132        | 70         | 62         | 3.752                     | 44      | 67        | 131       | 116        |